# Лора Браун
Лора Браун (англ. Laura Brown, нар. 27 листопада 1986, Калгарі, Канада) — канадська велогонщиця, бронзова призерка Олімпійських ігор 2016 року.

## Виступи на Олімпіадах
| Олімпіада           | Дисципліна                    | Місце |
| ------------------- | ----------------------------- | ----- |
| Ріо-де-Жанейро 2016 | командна гонка переслідування | 3     |

## Зовнішні посилання
- Лора Браун — олімпійська статистика на сайті Sports-Reference.com (англ.) (архівна версія)